# Giro de la província de Milà
El Giro de la província de Milà va ser una cursa ciclista que es disputà a la província de Milà, Itàlia, entre 1917 i 1943. La cursa estava composta per dues proves: una contrarellotge per parelles en ruta i una prova en pista, tret de 1932. Els anys 1921, 1922, 1924, 1925 i 1939 es van disputar dues edicions. Costante Girardengo, amb sis victòries, i Gino Bartali, amb quatre, són els ciclistes amb més victòries.

## Palmarès
| Any  | Vencedor                                | Segon                                    | Tercer                                 |
| ---- | --------------------------------------- | ---------------------------------------- | -------------------------------------- |
| 1917 | Gaetano Belloni · Alfredo Sivocci       | Costante Girardengo · Angelo Gremo       | Oscar Egg · Luigi Lucotti              |
| 1919 | Costante Girardengo · Angelo Gremo      | Francis Pélissier · Henri Pélissier      | Gaetano Belloni · Alfredo Sivocci      |
| 1920 | Gaetano Belloni · Giuseppe Azzini       | Luigi Annoni · Costante Girardengo       | Alfredo Sivocci · Leopoldo Torricelli  |
| 1921 | Costante Girardengo · Giuseppe Azzini   | Giovanni Brunero · Alfredo Sivocci       | Angelo Gremo · Gaetano Belloni         |
| 1921 | Angelo Gremo · Gaetano Belloni          | Francis Pélissier · Henri Pélissier      | Giovanni Brunero · Alfredo Sivocci     |
| 1922 | Gaetano Belloni · Costante Girardengo   | Pietro Linari · Alfredo Sivocci          | Giovanni Trentarossi · Adriano Zanaga  |
| 1922 | Gaetano Belloni · Giovanni Brunero      | Giuseppe Azzini · Bartolomeo Aimo        | Angelo Gremo · Costante Girardengo     |
| 1923 | Costante Girardengo · Giovanni Brunero  | Émile Masson · Félix Sellier             | Henri Suter · Max Suter                |
| 1924 | Giovanni Brunero · Bartolomeo Aimo      | Émile Masson · Félix Sellier             | Henri Suter · Max Suter                |
| 1924 | Costante Girardengo · Ottavio Bottechia | Pietro Linari · Gaetano Belloni          | Nicolas Frantz · Romain Bellenger      |
| 1925 | Achille Souchard · Romain Bellenger     | Bartolomeo Aimo · Camillo Arduino        | Adelin Benoît · Hector Martin          |
| 1925 | Costante Girardengo · Ottavio Bottechia | Alfonso Piccin · Adriano Zanaga          | Henri Suter · Kastor Notter            |
| 1926 | Giovanni Brunero · Alfredo Binda        | Pietro Linari · Domenico Piemontesi      | Armand Blanchonnet · Marcel Bidot      |
| 1932 | Alfredo Binda · Raffaele Di Paco        | Costante Girardengo · Learco Guerra      | Alfredo Bovet · Michele Mara           |
| 1934 | Learco Guerra · Domenico Piemontesi     | Fabio Battesini · Alfredo Binda          | Francesco Camusso · Giovanni Cazzulani |
| 1935 | Learco Guerra · Fabio Battesini         | Aldo Bini · Vasco Bergamaschi            | Gino Bartali · Giuseppe Martano        |
| 1936 | Gino Bartali · Learco Guerra            | Domenico Piemontesi · Giovanni Cazzulani | Alfredo Binda · Giuseppe Olmo          |
| 1937 | Maurice Archambaud · Aldo Bini          | Gino Bartali · Pierino Favalli           | Fabio Battesini · Learco Guerra        |
| 1938 | Gino Bartali · Pierino Favalli          | Giovanni Cazzulani · Secundo Magni       | Carmine Saponetti · Mario Ricci        |
| 1939 | Giovanni Valetti · Cino Cinelli         | Gino Bartali · Pierino Favalli           | Fausto Coppi · Severino Rigoni         |
| 1939 | Gino Bartali · Pierino Favalli          | Cino Cinelli · Giovanni Valetti          | Severino Rigoni · Fausto Coppi         |
| 1940 | Gino Bartali · Pierino Favalli          | Fiorenzo Magni · Vito Ortelli            | Osvaldo Bailo · Primo Zucotti          |
| 1941 | Fausto Coppi · Mario Ricci              | Adolfo Leoni · Fiorenzo Magni            | Pierino Favalli · Mario de Benedetti   |
| 1942 | Gino Bartali · Pierino Favalli          | Fausto Coppi · Mario de Benedetti        | Fiorenzo Magni · Glauco Servadei       |
| 1943 | Fiorenzo Magni · Glauco Servadei        | Gino Bartali · Pierino Favalli           | Mario de Benedetti · Giovanni Valetti  |